# Dobroč
Dobroč je obec na Slovensku v okrese Lučenec. Žije zde 596 obyvatel, ještě v roce 1976 to ale bylo kolem 1200 obyvatel.

## Dějiny
První písemná zmínka o Dobroči je z roku 1393 pod názvem Dobrocha. Předpokládá se, že obec existovala již dávno předtím, ale na jiném místě a pod jiným názvem – Zvolenček, podle kterého je do dnešních dnů pojmenován most nad Dobročským potokem – Zvolenský most, který vede na hlavní silnici. Obec patřila k Divínskému hradnímu panství.

### Pečeť obce
Pečeť obce Dobroč je známá z roku 1733. Znázorňuje, podobně jako znak obce, ve středu pečetě keř (pravděpodobně výhonek révy), na pravé straně pluh a na levé straně radlici. Okolo je kruhový nápis SIGILUM: DOBROGENSIS: 1733. Znaky symbolizují zemědělské zaměření obce. Pečeť byla nalezena v župním archivu v maďarském Šalgov-Tarjany na listině, kterou zeměpán žádá o trvalé propuštění od vojska vojáka Jána Mišove, obyvatele obce Dobroč.
Druhá pečeť byla zjednodušena a používala se v 19. století. V kruhovém otisku měla text: Gemeinde DOBROCS Községi.

## Památky
Zajímavou kulturní památkou obce z období potatarské zemědělské a důlní kolonizace je raně gotický kostel zasvěcený původně sv. Anně, dnes patřící Evangelické církvi a. v.. Postaven byl na kopci mezi obcemi Dobroč a Mýtna na přelomu 13. století a 14. století. V 17. století byl přestavěn a o 200 let později znovu. Po známé bitvě u Lučence v roce 1451 byly opevněny četné pevnosti a sakrální stavby, mezi nimi i evangelický kostel. V 15. století byl kostel důležitým obranným bodem husitů. Ti zpevnili zeď kolem kostela – pevnosti a vykopali dokola hluboký příkop. V 18. století vybudovali na jižní straně dřevěnou zvonici krytou šindelem, ve které jsou umístěny tři zvony různé velikosti. Dnes je kostel obklopen hřbitovem pro obce Dobroč a Mýtna.